# Villach Hauptbahnhof
Villach Hauptbahnhof vasútállomás Ausztriában, Villachban.

## Vasútvonalak
Az állomást az alábbi vasútvonalak érintik:
- Drautalbahn
- Kronprinz Rudolf-Bahn
- Villach–Rosenbach-vasútvonal

## Kapcsolódó állomások
A vasútállomáshoz az alábbi állomások vannak a legközelebb:
- Villach Seebach railway station
- Puch bei Villach railway station
- Villach-Landskron railway station
- Villach Westbahnhof
- Villach Westbahnhof

## Forgalom
| Vonatnem                     | Vonatnem | Útvonale | Gyakoriság                        |
| ---------------------------- | -------- | --- | --------------------------------- |
| railjet                      |          | Klagenfurt Hauptbahnhof – Leoben Hauptbahnhof – Bruck an der Mur – Wiener Neustadt Hauptbahnhof – Wien Hauptbahnhof Tarvisio Boscoverde – Udine – Venezia Santa Lucia | kétóránként 2 vonat               |
| EuroCity InterCity railjet   |          | Spittal an der Drau – Schwarzach-St. Veit – Bischofshofen – Salzburg Hauptbahnhof egyes vonatok Wien Hauptbahnhof bzw. Flughafen Wien/München/Frankfurt am Main/Dortmund | kétóránként                       |
| EuroCity                     |          | Klagenfurt | kétóránként                       |
| EuroCity D-Zug               |          | Ljubljana/Zágráb/Belgrád | többször naponta                  |
| EuroNight (EN) Nightjet (NJ) |          | Wien/München – Salzburg – Ljubljana – Zágráb/Fiume Wien/München – Salzburg – Venedig Wien – Klagenfurt/München – Salzburg – Verona – Milánó/Firenze – Róma Wien (Autoreisezuganlage) – Firenze – Livorno Zürich – Innsbruck/Schwarzach-St.Veit – Ljubljana – Zágráb – Belgrád | egy vonatpár                      |
| Intercitybus                 |          | Udine Velence | háromszor naponta kétszer naponta |
| Regionalzug                  |          | Spittal-Millstätter See – (Mallnitz-Obervellach) | egyetlen vonat                    |
| Regional Express             |          | Klagenfurt – (St. Veit an der Glan – Friesach) | egyetlen vonat                    |
| Regionalzug                  |          | Arnoldstein | egyetlen vonat                    |
| FUC Regionalzug              |          | Tarvis – Udine – Trieste Centrale | két vonat                         |
| S-Bahn-Linie 1               |          | Spittal-Millstätter See – Lienz – (Sillian) | óránként                          |
| S-Bahn-Linie 1               |          | St. Veit an der Glan Friesach | félóránként óránként              |
| S-Bahn-Linie 2               |          | Rosenbach | óránként                          |
| S-Bahn-Linie 2               |          | Feldkirchen St. Veit an der Glan | óránként kétóránként              |
| S-Bahn-Linie 4               |          | Hermagor | óránként                          |
| S-Bahn-Linie 41              |          | Tarvisio Boscoverde | bizonyos vonatok                  |